# Montrond (Hautes-Alpes)
Montrond település Franciaországban, Hautes-Alpes megyében. Lakosainak száma 89 fő (2022. január 1.). Montrond Le Bersac, Méreuil, Trescléoux és Garde-Colombe községekkel határos.

## Népesség
A település népességének változása:
| Lakosok száma | 49   | 47   | 53   | 48   | 63   | 63   | 74   | 84   | 87   | 89   |
|               | 1968 | 1982 | 1990 | 2006 | 2013 | 2015 | 2017 | 2019 | 2020 | 2022 |